# Aleksandrs Cauņa
Aleksandrs Cauņa (Dunaburgo, 19 de janeiro de 1988) é um futebolista letão que atua como meia.

## Carreira

### Olimps Riga
Aleksandrs Cauņa se profissionalizou no Olimps Riga, em 2006.

## Títulos
Skonto Riga
- Virsliga: 2010

CSKA Moscou
- Campeonato Russo: 2012-13, 2013-14, 2015-16
- Copa da Russia: 2012-2013
- Supercopa da Rússia: 2013, 2014